# Brand paa d'Angleterre
Brand paa d'Angleterre er en stumfilm fra 1915 af ukendt instruktør.